# SV Swift Helmond
Swift Helmond is een sportvereniging uit de Nederlandse plaats Helmond. De vereniging richt zich op de sporten handbal en jeu de boules.
Swift Helmond werd opgericht op 31 december 1942 onder de naam R.K.S.V. Swift als afsplitsing van SC Helmondia, waarbij de handbalafdeling werd opgericht tijdens de Tweede Wereldoorlog. Later splitsten andere verenigingen juist weer van Swift af: H.H.C. deed dit op 24 februari 1950 en Oranje-Wit op 1 november 1950. 